# Morpho roeberi
Morpho roeberi är en fjärilsart som beskrevs av Weber 1963. Morpho roeberi ingår i släktet Morpho och familjen praktfjärilar. Inga underarter finns listade i Catalogue of Life.